# Lasianthus stercorarius
Lasianthus stercorarius är en måreväxtart som beskrevs av Carl Ludwig von Blume. Lasianthus stercorarius ingår i släktet Lasianthus och familjen måreväxter. Inga underarter finns listade i Catalogue of Life.